# 薩英戰爭
薩英戰争（日语：／ Satsu-Ei Sensō），又稱鹿兒島砲擊事件（英語：Bombardment of Kagoshima），發生於1863年8月15日至8月17日期間，起因是英國為了解決僑民被殺事件，而與日本薩摩藩展開談判；最終因交涉未果，英方派遣軍艦炮擊了鹿兒島灣，此役在鹿兒島當地又稱「前之濱戰役」。薩英戰爭的結果，令薩摩藩了解到攘夷是不可能實現的事情。英國原本認為薩摩藩不堪一擊，但在砲擊的兩天後撤退，英國亦從原先支持幕府的方針，轉而親近薩摩藩。

## 生麥事件
- 文久二年8月21日（1862年9月14日）於今日橫濱郊外的神奈川生麥村爆發生麥事件。當時四名西洋人不知日本禮儀，見到薩摩藩主島津忠義之父島津久光回家的行列，沒有退到一旁，而遭奈良原喜左衛門（日语：奈良原喜左衛門）、海江田信義（日语：海江田信義）等人砍殺，导致一人死亡、两人重伤。

## 談判
- 西曆1863年5、6月間，英國代理公使約翰·尼爾Edward St. John Neale（英语：Edward St. John Neale）從幕府處收取生麥事件的賠償金十萬英镑。
- 1863年8月6日，約翰．尼爾為了要與薩摩藩面對面談判，組成有軍艦七艘的艦隊（旗艦尤里亞勒斯號），由英國東印度艦隊司令奧古斯都．庫柏中將協同指揮，從橫濱出港。
- 1863年8月11日，英艦隊到達鹿兒島灣，於鹿兒島城下町以南七公里的谷山鄉近海錨泊。因此，薩摩藩宣佈進入總動員體制，寺田屋事件有關人士亦解除謹慎處份。
- 1863年8月12日，英艦隊繼續推進，至距離鹿兒島城下町附近「前之濱」約一公里處錨泊。英方向訪艦的薩摩藩使者提交國書，要求處罰生麥事件的犯人，及賠償受害者遺族2萬5千英鎊。薩摩藩持保留態度，並提議翌日於鹿兒島城內會談。
- 1863年8月13日，英方拒絕城內會談之提議，要求薩摩藩立刻提出答覆。薩摩藩於提交英艦隊的答覆書中表示，薩摩藩「關於生麥事件並無責任可言」，並拒絕英方的要求。此時英艦隊移泊靠近櫻島的橫山村、小池村近海。
  - 此時，薩摩藩表示英方將處罰的對象應為持刀殺人的武士而非藩主島津茂久，是故拒絕英方的要求。（此一誤解，肇因於日语的不精确性，擔任翻譯的福澤諭吉在用語上造成事件責任者和藩主之間模稜兩可）。
  - 另一方面，事件當事人的奈良原喜左衛門等人，則計畫偷襲英國艦隊。由海江田信義（日语：海江田信義）、黑田清隆、大山巖等人，分別偽裝成國書答覆使者，與賣西瓜的商人。其中偽裝成使者的成員成功登艦，但其他人包括奈良原等，則因為英方戒備森嚴不允上船而退去。
- 1863年8月14日，代理公使約翰·尼爾通告薩摩方的使者，若不接受其要求即會行使武力。此時薩摩方已經決定開戰。藩主島津茂久（日後的島津忠義）與其輔佐人島津久光，判斷鹿兒島主城位於英艦砲射程範圍之內，而將本營移向較遠處的千眼寺。

## 战斗

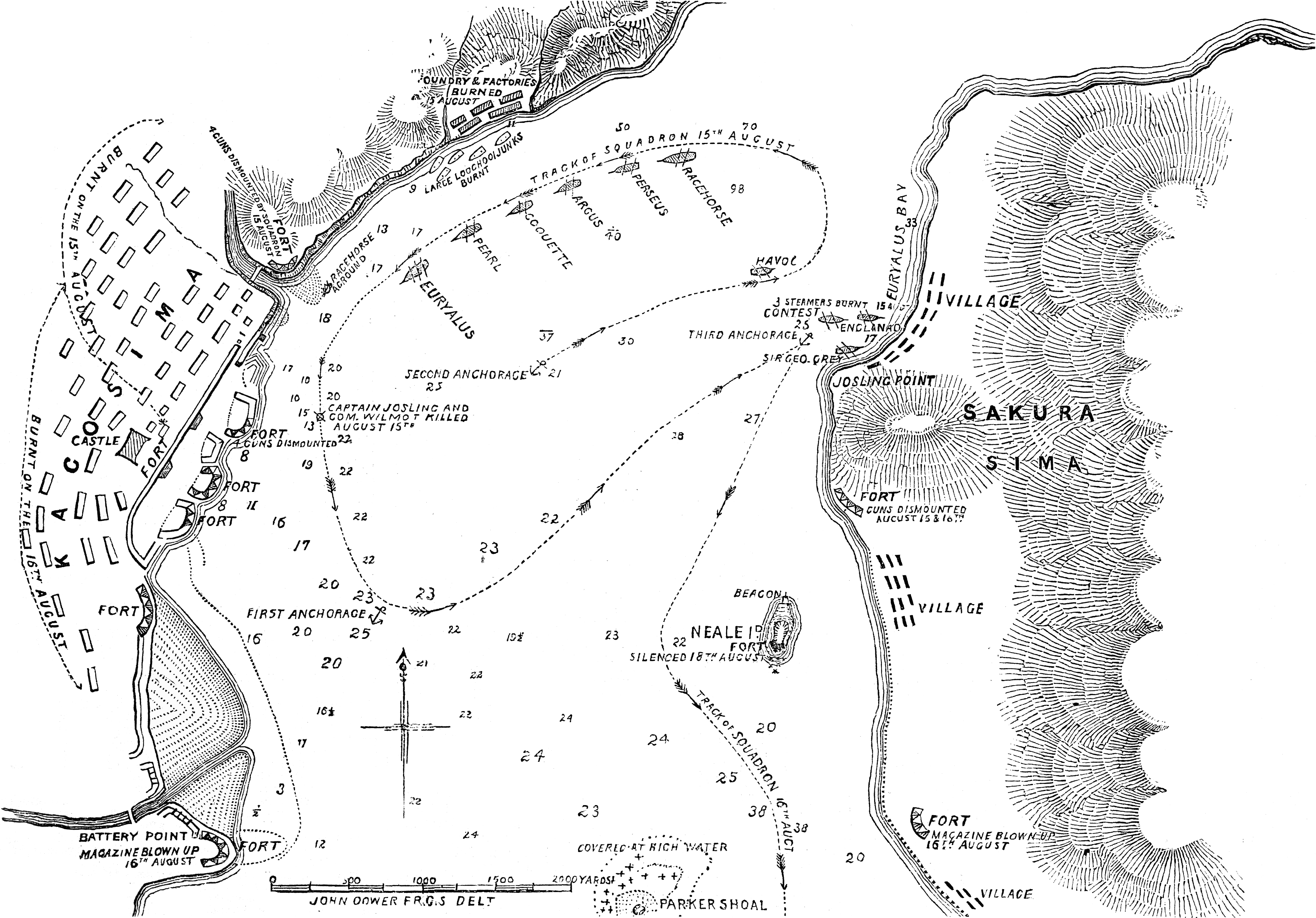
英國舰队攻擊路線圖

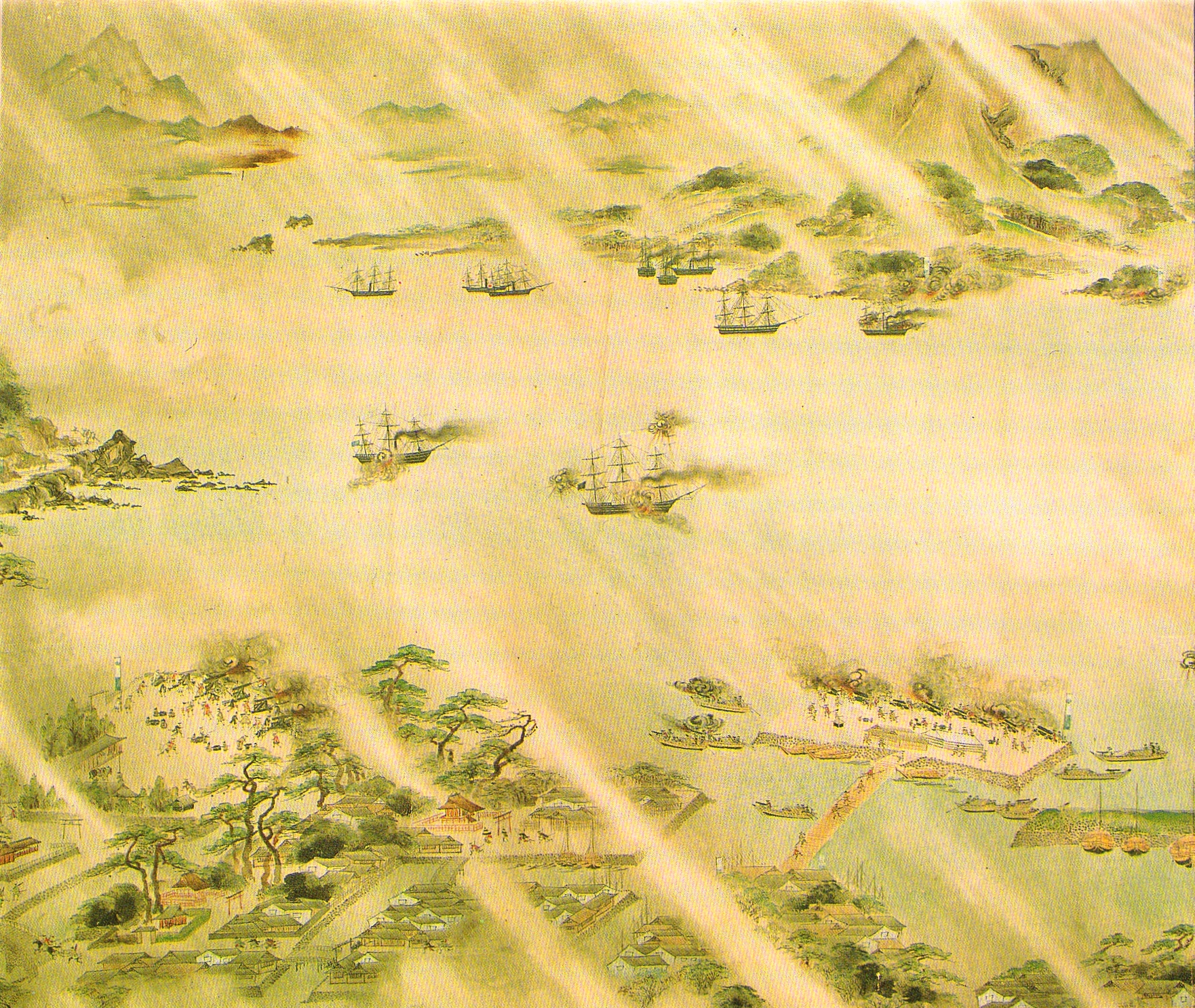
日本防御工事同异国船只作战、日本画

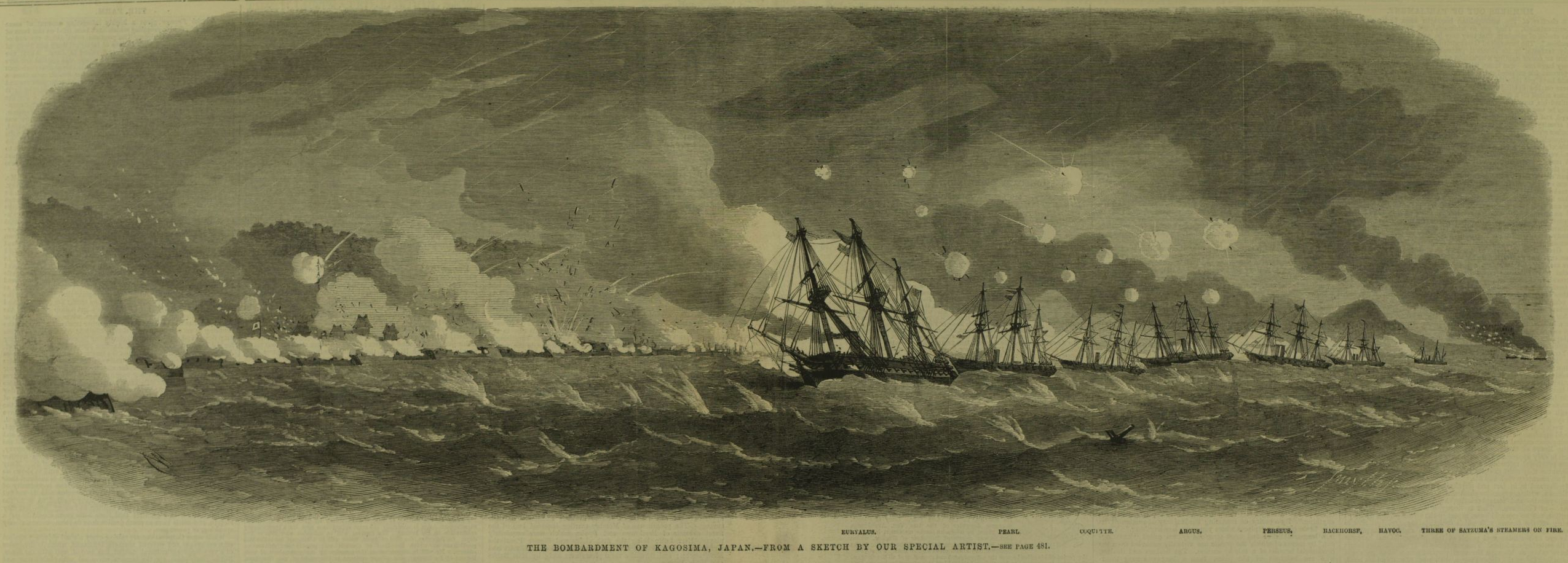
鹿儿岛炮击，倫敦新聞畫報，1863年11月7日

- 1863年8月15日 - 英國艦隊扣住了薩摩藩的三艘蒸氣船（白鳳丸、天佑丸、青鷹丸）。中午，薩摩藩的岸防80門砲台突然對射程內的英艦發炮。英艦被打的措手不及。14點，英軍使用100門艦砲攻擊砲台、鹿兒島城，破壞了近代工廠集成館（日语：集成館事業）附近，使薩摩藩失去蒸氣船和所有生產砲台的工廠。但薩摩藩的砲擊使英國艦隊重傷一艘，中度傷害兩艘，包含艦長副艦長一共死傷60人。英國認為損失慘重的原因是，開戰當時暴風雨來臨，艦隊搖晃嚴重、準備不足的火炮命中率極低，而英國艦隊停泊的地方、正好是薩摩常常軍演訓練的地方。另一方面，薩摩方面認為受創慘重的原因是，英國的新型大砲命中率、射程都遠遠優於薩摩的大砲。根據薩摩藩統計，死傷者極少，僅9人。
- 1863年8月17日 - 16時、英國艦隊砲擊櫻島後、開始往橫濱撤退。

## 最后的谈判与收尾

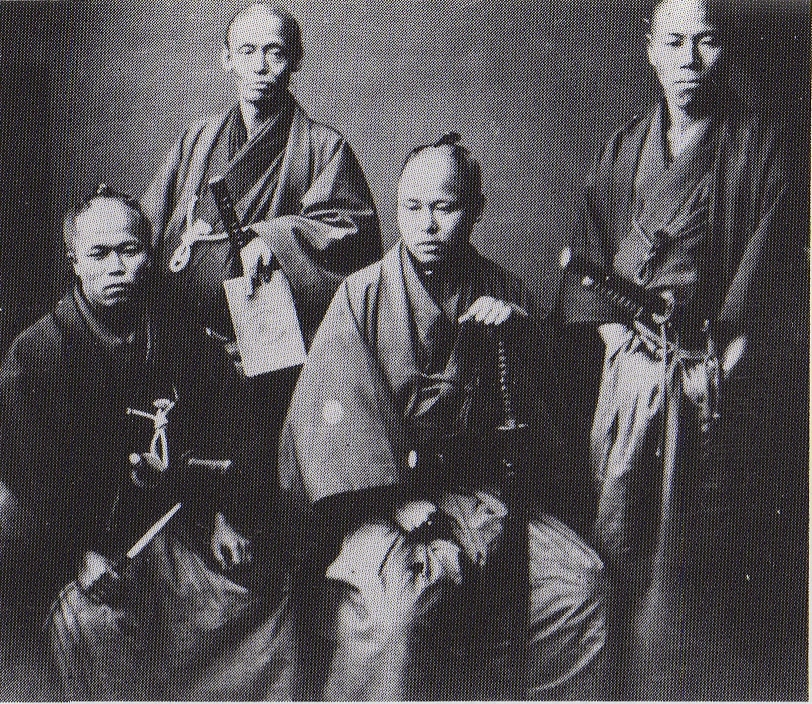
与大英帝国谈判的萨摩官员

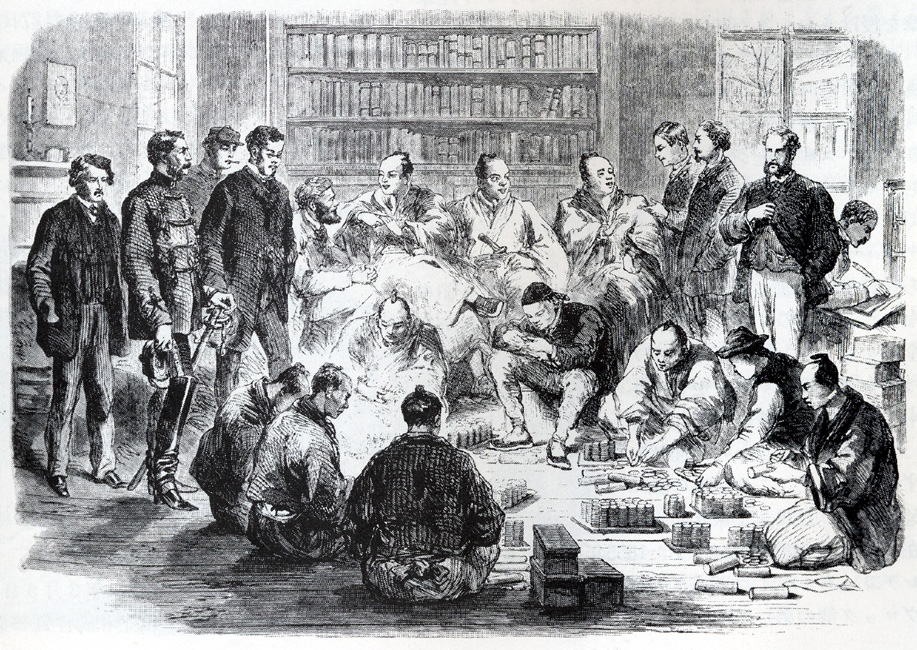
萨摩支付赔偿款

- 1863年11月15日英薩講和，薩摩藩賠償25,000英鎊（相當於63,000日本銀兩），但這筆錢卻由當時的中央政府－德川幕府支付。之后因为明治维新之故，萨摩藩最終並未将这笔借款偿还幕府。
- 这场冲突事实上成为之后萨摩藩与英国紧密关系的开端，其后双方还在戊辰战争中结为联盟。自此薩摩藩知道攘夷已不可能，轉向主張開國，後來成為明治維新的推手。
- 后来成为大日本帝国海军大將的东乡平八郎，在此次冲突中曾參加上述偽裝西瓜商人的行動並在鹿儿岛炮台擔任炮手。

## 相關連結
- 倒幕
- 薩摩藩
- 英國
- 尊王攘夷
- 長州藩
- 明治維新